# کرم‌ها (بازی ویدئویی ۱۹۹۵)
ورمز (انگلیسی: Worms) یک بازی ویدئویی در سبک بازی ویدئویی راهبردی است که توسط Ocean Software و در سال ۱۹۹۵ و در پلت‌فرم‌های داس، سوپر نینتندو، سگا مگا درایو، پلی‌استیشن، مایکروسافت ویندوز، و آمیگا منتشر شده‌است.